# Viktor Staal

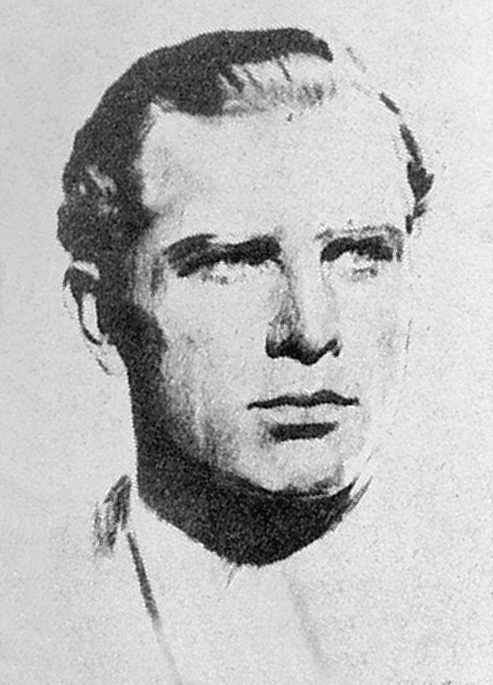
Viktor Staal (1938)

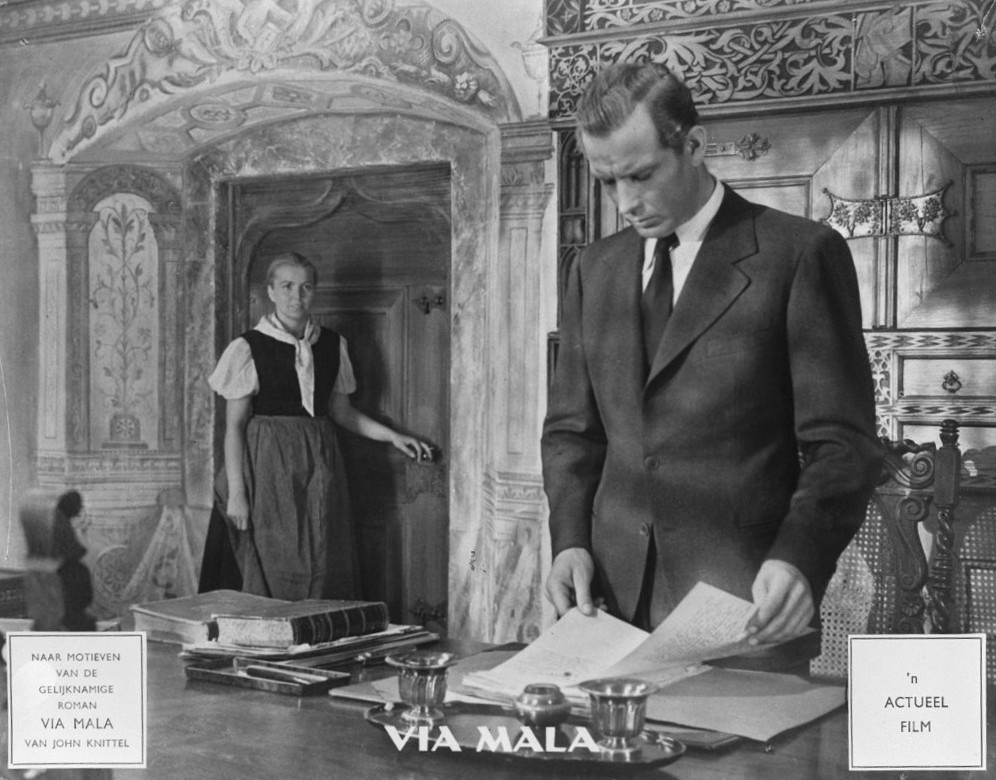
Viktor Staal (1945)

Viktor Staal (* 17. Februar 1909 in Frankstadt, Mähren, Österreich-Ungarn als Rudolf Viktor Stiaßny; † 4. Juni 1982 in München) war ein österreichischer Schauspieler.

## Leben und Wirken
Viktor Staal war der Sohn eines Kupferkessel-Fabrikanten und besuchte zunächst die Handelsschule, um Ingenieur zu werden. Gegen den Willen seines Vaters brach er die Ausbildung ab, um in Wien Schauspielunterricht zu nehmen. Sein Bühnendebüt hatte er am Stadttheater Troppau, danach war er in Ostrau, Gablonz, Reichenberg und am Wiener Volkstheater engagiert.
Zum Film kam Viktor Staal 1935 mit einer kleinen Nebenrolle in einem Film der Wiener Mondial Internationale Filmindustrie AG, in dem Gustav Fröhlich und Adele Sandrock die Hauptrollen spielten. Durch eine deutsch-österreichische Koproduktion der Ondra-Lamac-Film GmbH kam Staal 1936 erstmals mit der Berliner Ufa zusammen, die ihn noch im selben Jahr für eine erste Hauptrolle in Reinhold Schünzels Abenteuerfilm „Donogoo Tonka“ engagierte. Weitere Hauptrollen folgten in den Filmen „Waldwinter“, „Brillanten“ und „Ritt in die Freiheit“, in denen Staal stets mit Hansi Knoteck zusammen spielte. 1937 stand er für Detlef Siercks Liebesdrama „Zu neuen Ufern“ erstmals mit Zarah Leander vor der Kamera. Darauf folgten Hauptrollen in den Filmen „Capriccio“, „Gewitter im Mai“, „Eine Nacht im Mai“, „Frauen für Golden Hill“, „Verdacht auf Ursula“, „Das Recht auf Liebe“, „Umwege zum Glück“, „Zwielicht“, „Liebesschule“ und „Heimaterde“.

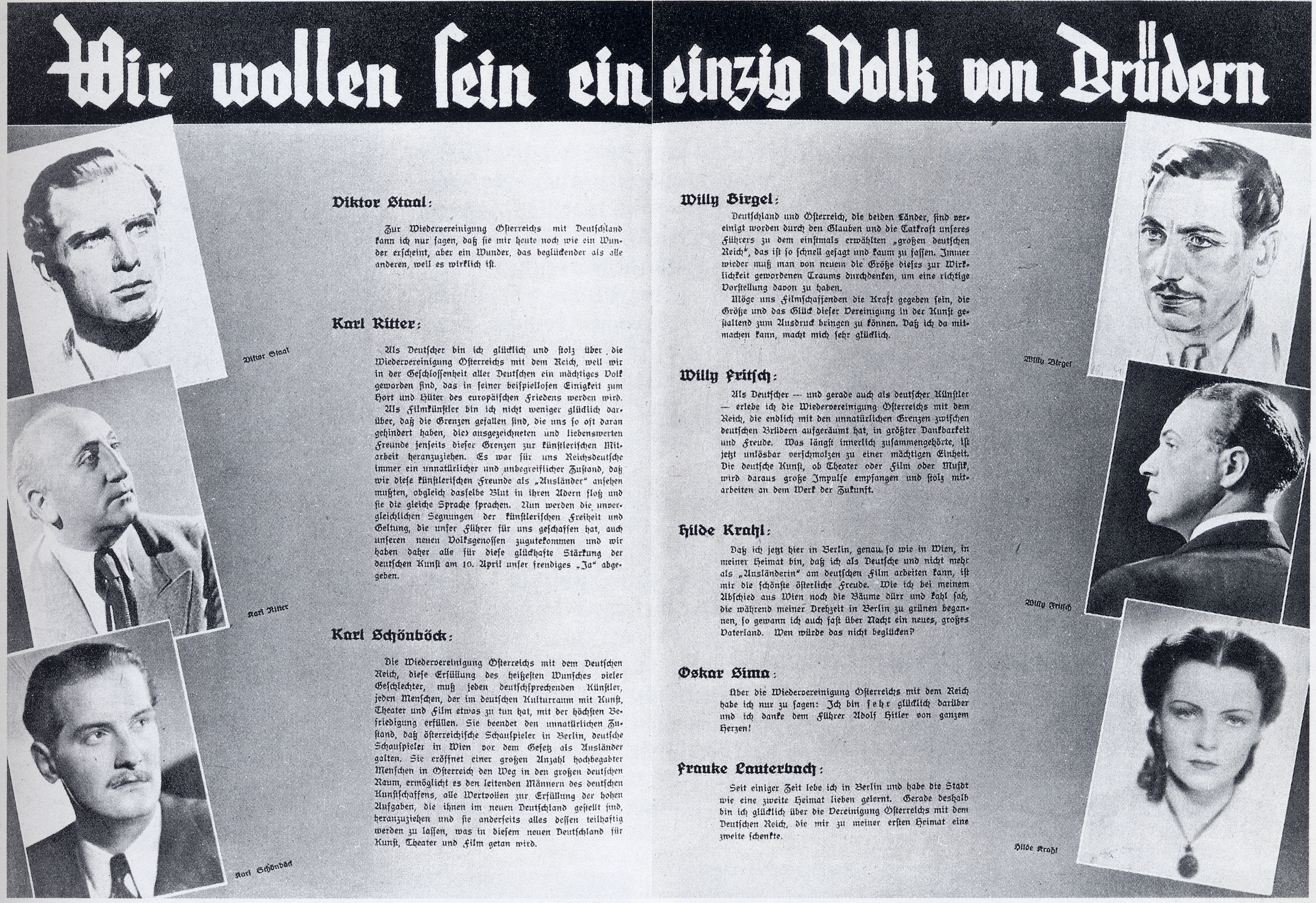
Mein Film in Wien, Jg. 1938

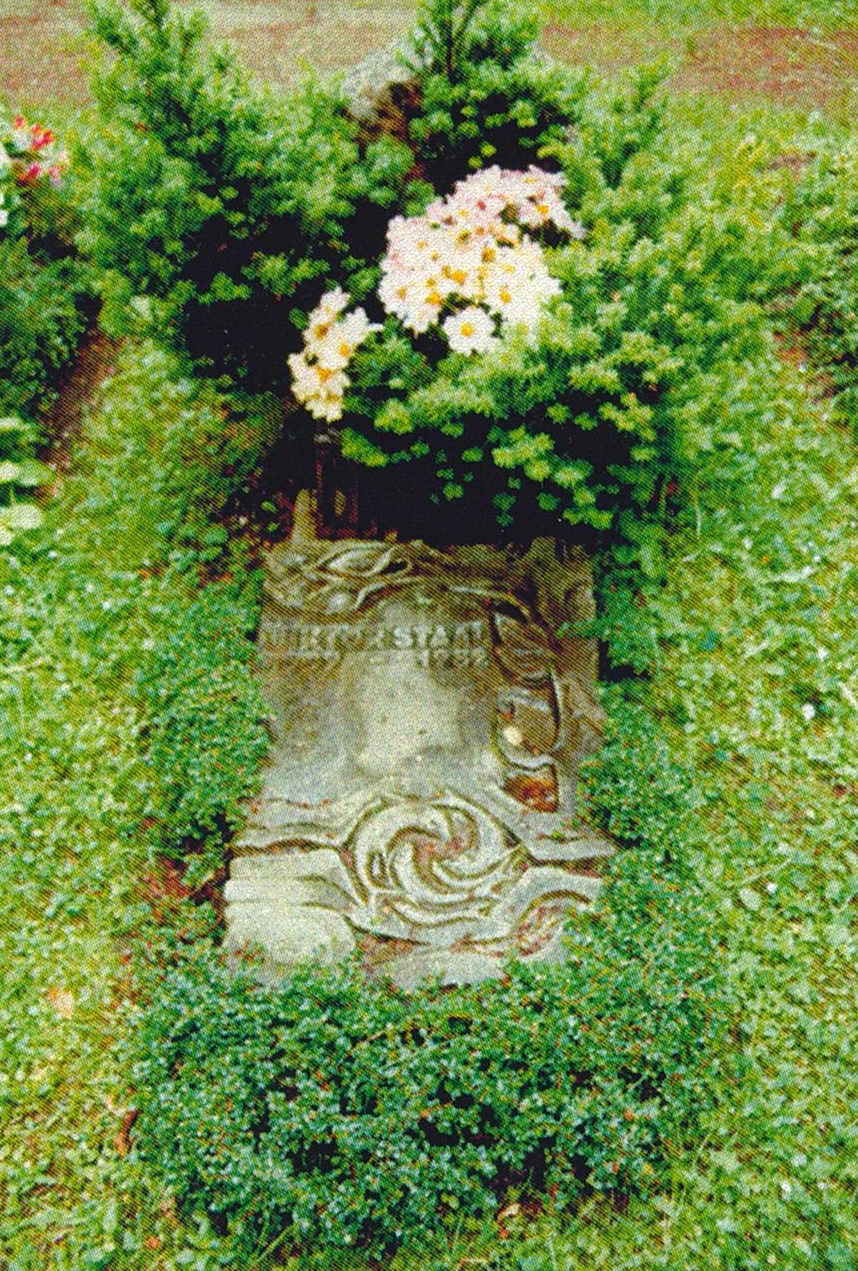
Grabstätte von Viktor Staal am Friedhof Gauting

In Mein Film in Wien, der Illustrierten Film- und Kinorundschau, vom 15. April 1938 äußerte sich Staal zusammen mit einigen Schauspielkollegen unter dem Titel Wir wollen sein ein einzig Volk von Brüdern freudig zur Wiedervereinigung Österreichs mit dem Reich. 1941/42 drehte Viktor Staal, der seit 1940 mit der Kollegin Hansi Knoteck verheiratet war, gemeinsam mit Zarah Leander einen der kommerziell erfolgreichsten Filme des NS-Kinos: Rolf Hansens Schnulze um Liebe und Soldatenpflicht, die immer wieder zum Verzicht auf diese Liebe zwingt: „Die große Liebe“. Bis zum Ende des Zweiten Weltkrieges war Staal noch in folgenden Filmen zu sehen: „Hab’ mich lieb!“, „Du gehörst zu mir“, „Die Gattin“, „Nora“ und „Zwischen Herz und Gewissen“. Der Film „Via Mala“ kam wegen eines Verbots der Filmprüfstelle erst 1948 in die deutschen Kinos und der Film „Ich glaube an Dich“ wurde erst nach Kriegsende fertiggestellt. Staal stand 1944 in der Gottbegnadeten-Liste des Reichsministeriums für Volksaufklärung und Propaganda.
Nach dem Ende des Zweiten Weltkrieges arbeitete Viktor Staal zunächst am Berliner Theater am Schiffbauerdamm, kehrte jedoch bald zum Film zurück. Weil er in der Zeit des Nationalsozialismus zwar in Propagandafilmen, jedoch in keinem besonders berüchtigten Propagandafilm mitgewirkt hatte und sein Typ – der etwas hölzerne, aber nette und verlässliche, überdies gutaussehende Liebhaber und Ehemann – auch weiterhin gefragt war, gehört Staal zu denjenigen deutschen Filmstars, die ihre Karriere nach Kriegsende problemlos fortsetzen konnten. Seine erste Nachkriegsrolle fand er in Harald Brauns Trümmerfilm „Zwischen gestern und morgen“ (mit Viktor de Kowa und Winnie Markus). Bis 1977 wirkte Viktor Staal in 39 weiteren Filmen mit, wobei er dem Liebhaberfach mit den Jahren freilich immer mehr entwuchs. Größere Rollen fand er noch in den Filmen „Dein Herz ist meine Heimat“ (1955) und dem Karl-May-Film „Die Sklavenkarawane“ (1958). In den 1960er Jahren arbeitete er wiederholt auch fürs Fernsehen, z. B. in der bekannten Serie „Landarzt Dr. Brock“.
Staal, der in München lebte, starb dort am 4. Juni 1982 an Blutkrebs. Seine Urnen-Grabstätte befindet sich auf dem Friedhof in Gauting bei München. Der Grabstein wurde zur Grabstelle seiner am 23. Februar 2014 in Eggstätt verstorbenen Gattin Hansi Knoteck auf dem Münchener Nordfriedhof umgesetzt.

## Filmografie
- 1935: Ein Teufelskerl (Leutnant Bobby, der Teufelskerl) (Regie: Georg Jacoby)
- 1935: Ein Walzer um den Stephansturm (Sylvia und ihr Chauffeur) (Regie: Johann Alexander Hübler-Kahla)
- 1935: Das Einmaleins der Liebe (Regie: Carl Hoffmann)
- 1935: Alles für die Firma
- 1935: Eva
- 1935: Die ganze Welt dreht sich um Liebe (Regie: Viktor Tourjansky)
- 1936: Ein Mädel vom Ballett (Regie: Karel Lamač)
- 1936: Donogoo Tonka
- 1936: Waldwinter (Regie: Fritz Peter Buch)
- 1936: Brillanten (Regie: Eduard von Borsody)
- 1936: Ritt in die Freiheit
- 1937: Zu neuen Ufern
- 1938: Capriccio
- 1938: Gewitter im Mai (Regie: Hans Deppe)
- 1938: Fortsetzung folgt (Regie: Paul Martin)
- 1938: Eine Nacht im Mai
- 1938: Frauen für Golden Hill
- 1939: Verdacht auf Ursula
- 1939: Das Recht auf Liebe (Regie: Joe Stöckel)
- 1939: Umwege zum Glück (Regie: Fritz Peter Buch)
- 1940: Liebesschule
- 1941: Heimaterde
- 1941: Zwielicht
- 1941: Wetterleuchten um Barbara
- 1942: Die große Liebe
- 1942: Hab mich lieb!
- 1942: Du gehörst zu mir
- 1943: Die Gattin
- 1944: Nora
- 1944/50: Mein Herz gehört Dir
- 1944/51: Zwischen Herz und Gewissen
- 1945: Via Mala
- 1947: Zwischen gestern und morgen
- 1949: Verführte Hände
- 1949: Einmaleins der Ehe
- 1949: Die seltsame Geschichte des Brandner Kaspar
- 1949: Sie sind nicht mehr (Dokumentarfilm)
- 1950: Alles für die Firma
- 1950: Aufruhr im Paradies
- 1951: Eine Frau mit Herz
- 1951: Was das Herz befiehlt
- 1951: Der letzte Schuß
- 1951: Im Bann der Madonna
- 1952: Haus des Lebens
- 1952: Der Weibertausch
- 1952: Wenn abends die Heide träumt
- 1953: Die vertagte Hochzeitsnacht
- 1953: Tante Jutta aus Kalkutta
- 1953: Dein Herz ist meine Heimat
- 1954: Hochstaplerin der Liebe
- 1954: Am Anfang war es Sünde
- 1955: Regine
- 1955: Der Schmied von St. Bartholomä
- 1955: Der dunkle Stern
- 1955: Gesperrte Wege (Camino cortado)
- 1955: Die Herrin vom Sölderhof
- 1956: Spion für Deutschland
- 1957: Blaue Jungs
- 1957: Der Fuchs von Paris
- 1957: Wetterleuchten um Maria
- 1958: Taiga
- 1958: Der schwarze Blitz
- 1958: Die Sklavenkarawane
- 1959: Hubertusjagd
- 1962: Wilde Wasser
- 1962: Der Pastor mit der Jazztrompete
- 1963: Interpol (Fernsehserie) – Folge 3: Herz ist Trumpf
- 1964: Die drei Scheinheiligen
- 1964: Freddy, Tiere, Sensationen
- 1967, 1968: Landarzt Dr. Brock (Fernsehserie, 5 Folgen)
- 1969: Hilfe, ich liebe Zwillinge!
- 1974: Der Jäger von Fall
- 1977: Die Standarte